# Nguyễn Lân Hiếu
Nguyễn Lân Hiếu (sinh ngày 14 tháng 9 năm 1972) là bác sĩ, phó giáo sư, tiến sĩ y khoa, chính trị gia người Việt Nam. Ông là đại biểu Quốc hội Việt Nam khóa 14 nhiệm kì 2016-2021, khóa 15 nhiệm kỳ 2021-2026. Ông ứng cử và trúng cử đại biểu quốc hội lần đầu năm 2016 ở đơn vị bầu cử số 2 tỉnh An Giang gồm các huyện: Châu Phú và Châu Thành, lần thứ hai năm 2021 ở tỉnh Bình Định. Ông là một chuyên gia tim mạch có tên tuổi với nhiều cống hiến trong nền Y học Việt Nam, Giám đốc Bệnh viện Đại học Y Hà Nội.

## Xuất thân và giáo dục
Nguyễn Lân Hiếu sinh ngày 14 tháng 9 năm 1972, quê quán tại thị xã Mỹ Hào, tỉnh Hưng Yên.
Cha của Nguyễn Lân Hiếu là Nguyễn Lân Dũng, Giáo sư, Nhà giáo Nhân dân, cũng là một đại biểu quốc hội Việt Nam mà không là đảng viên Đảng Cộng sản Việt Nam 3 khóa 10, 11, 12 
Còn mẹ ông là bà Nguyễn Kim Nữ Hiếu, Đại tá, Phó giáo sư tiến sĩ, thầy thuốc nhân dân, nguyên Phó giám đốc Bệnh viện Quân y 108.. Ông có em gái là Nguyễn Kim Nữ Thảo, theo ngành Sinh học.
Nguyễn Lân Hiếu chịu nhiều ảnh hưởng từ người bác Nguyễn Lân Tuất, nghệ sĩ công huân tại Nga.
Năm 1995, Nguyễn Lân Hiếu tốt nghiệp Đại học Y Hà Nội.
Năm 1999, Nguyễn Lân Hiếu tốt nghiệp nội trú chuyên ngành Tim mạch.
Năm 2008, ông bảo vệ thành công luận án Tiến sĩ Y học.
Năm 2013, ông được phong học hàm Phó giáo sư.

## Sự nghiệp
Từ tháng 3 năm 2001, Nguyễn Lân Hiếu là cán bộ giảng dạy tại Đại học Y Hà Nội.
Ông đã đào tạo nhiều bác sĩ tim mạch trong và ngoài nước.
Ngày 22 tháng 5 năm 2016, Nguyễn Lân Hiếu trúng cử Đại biểu Quốc hội Việt Nam khóa 14 tỉnh An Giang. Ông ứng cử và trúng cử đại biểu quốc hội lần đầu năm 2016 ở đơn vị bầu cử số 2 tỉnh An Giang gồm các huyện: Châu Phú và Châu Thành
Ngày 14 tháng 7 năm 2017, Nguyễn Lân Hiếu được bổ nhiệm chức vụ Phó giám đốc Bệnh viện Đại học Y Hà Nội. Trước khi được bổ nhiệm chức vụ này, ông là Giám đốc Trung tâm Tim mạch (Bệnh viện Đại học Y Hà Nội).
Ngày 22/4/2019, PGS.TS Nguyễn Thị Kim Tiến trao Quyết định số 1368/QĐ-BYT ngày 12/4/2019 của Bộ trưởng Bộ Y tế bổ nhiệm chức danh Giám đốc Bệnh viện Đại học Y Hà Nội nhiệm kỳ 2019 - 2024 cho PGS.TS Nguyễn Lân Hiếu.

## Đại biểu Quốc hội Việt Nam khóa 14 nhiệm kì 2016-2021
Ông được Tổng hội Y học Việt Nam để cử tham gia ứng cử ĐBQH khóa 14. Sau khi vượt qua 3 vòng hiệp thương, ông được giới thiệu về tỉnh An Giang ứng cử ở đơn vị bầu cử số 2 tỉnh An Giang gồm các huyện: Châu Phú và Châu Thành. Tại cuộc bầu cử ngày 22.5.2016, ông Hiếu đạt 63,62% số phiếu bầu và trúng cử.
Ngày 12 tháng 6 năm 2017, ông kiến nghị phải có một kì thi chung quốc gia cho sinh viên ngành Y để kiểm soát chất lượng đầu ra của ngành này.

### Đề nghị lùi thông qua Luật An ninh mạng
Về dự thảo luật An ninh mạng, trong phỏng vấn với phóng viên Hồng Nguyên của báo Sức khỏe và Đời sống đăng ngày 11/6/2018, Nguyễn Lân Hiếu cho rằng bảo đảm an ninh mạng không có nghĩa là hi sinh phát triển kinh tế và tự do của người dân, và đề nghị nên lùi việc thông qua Luật An ninh mạng một nhiệm kì để hoàn chỉnh nó.

## Gia đình riêng
Nguyễn Lân Hiếu có vợ sinh năm 1977 vốn là 1 tiếp viên hàng không. Theo báo chí và các phương tiện truyền thông chính thức của Việt Nam, hai người có hai con, con trai đầu và con gái thứ. 2 người gặp nhau trong thời gian học y khoa tại Pháp.